# Valle de Ossau
El valle de Ossau (Vallée d'Ossau en francés) es un valle de los Pirineos franceses, situado en el Departamento de los Pirineos Atlánticos, en la región de Nueva Aquitania.

## Toponimia
La denominación  Ossau  aparece en el nombre del pueblo  Osquidatos  (un conjunto de tribus que vivieron hace 2000 años distribuidas por la actual Euskal Herría). Más tarde fue llamado  Valis Ursaliensis  (1127, la reforma de Bearn) ), "Orsal" (1170), "Arcidiagonat d'Ossau" (1249) y "Ursi-Saltus" (1270, títulos de Ossau). Su nombre gascón es  Vath / Bat of Aussau . Se cree que la denominación "ursaliensis" podría proceder de "osos" (valle de los osos), aunque también es posible que el nombre tenga su origen, más bien, en el río Urse. Los habitantes del valle son llamados ossalois en francés.

## Geografía
El valle de Ossau es uno de los tres grandes valles de montaña de Bearn. Se extiende geográficamente de norte a sur durante unos cincuenta kilómetros desde Rébénacq (a quince kilómetros de Pau) hasta el paso de Portalet (en la frontera española). Está formado por dos cantones: en la parte inferior, el cantón de Arudy con un paisaje de estribaciones pirenaicas. En el valle superior se encuentra el cantón de Laruns que ofrece baja, media y alta montaña. Está atravesado por el Gave d'Ossau y dominado por el pico de Midi d'Ossau, de 2884  metros de altura.
Es el más oriental de los tres principales valles bernienses de los Pirineos. Es, de hecho, un valle glacial que en la edad de hielo fluyó hacia Rébénacq.
Se comunica con el Valle del Uzom y el Lavedan (Argelès-Gazost), al este, por el Aubisque col y con Aragón, al sur, por el paso de Portalet.
En las aldeas del valle, edificios de granjas se agrupan en calles estrechas.Los huertos y pastos se suceden cuando uno se aleja de las casas para acercarse al bosque. Esta organización explica la integración excepcional de las aldeas en el paisaje.

## Administración
El valle atraviesa 18 comunas francesas: Arudy, Aste-Béon, Béost, Bescat, Bielle, Bilhères, Buzy, Castet, Eaux-Bonnes, Gère-Bélesten, Izeste, Laruns, Louvie-Juzon, Louvie-Soubiron, Lys, Rébénacq, Sainte-Colome y Sévignacq-Meyracq.
Estos municipios conforman la comunidad de municipios del Vallée d'Ossau creada en enero de 2009 y presidida por Jean-Paul Casaubon. Es parte del País de Oloron junto con las comunidades de comunas de Piedmont Oloron, Josbaig , Valle de Aspe y Barétous.

## Historia
El emblema del valle de Ossau, el oso y la vaca están representados en la fachada del ayuntamiento de Aste-Béon.
Según la leyenda, el Vizconde de Bearn desafió al arzobispo de Morlaàs, y ganaría en la batalla gracias al apoyo de una de sus vacas. La vaca es también en la región un símbolo del pastoreo, actividad por excelencia históricamente típica allí. En el año 1000, el Vizconde de Ossau obtuvo el título de Barón de Ossau. En el siglo XIII la baronía se extendió a todo el cantón de Laruns y Bielle fue su capital.
Más recientemente, en 1920, tuvo lugar la construcción de la presa de Artouste, la construcción más alta del complejo hidroeléctrico del valle. Se construyó también una línea de ferrocarril de 10 km, y es importante resaltar que se encontraba a casi 2000 metros de altitud. Debido a los duros inviernos, su funcionamiento duró apenas tres años, pero en 1932 se reanudó el servicio con fines turísticos. El tren funciona únicamente los fines de semana. En esta línea, es importante resaltar el teleférico, que comienza en la planta hidroeléctrica de Artouste. Actualmente recibe cerca de 100.000 visitantes por año y todavía se usa para el mantenimiento hidroeléctrico.

## Economía
La economía del valle se sustenta en tres pilares: turismo, producción hidroeléctrica y pastoreo. Los beneficios turísticos son debidos en parte a la cercana estación de esquí española de Formigal. La Sociedad Hidro-Eléctrica de Midi (SHEM) produce energía de manera limpia desde hace casi 100 años. El parque hidroeléctrico está compuesto de 13 plantas que cubren un área de 30 kilómetros cuadrados. El agua viaja a través de 45 km de túneles excavados en la montaña. De esta manera, cada año se producen 586.8 GWh en este complejo que comienza a casi 2.000 m de altura con la presa de Artouste. 

## Galería

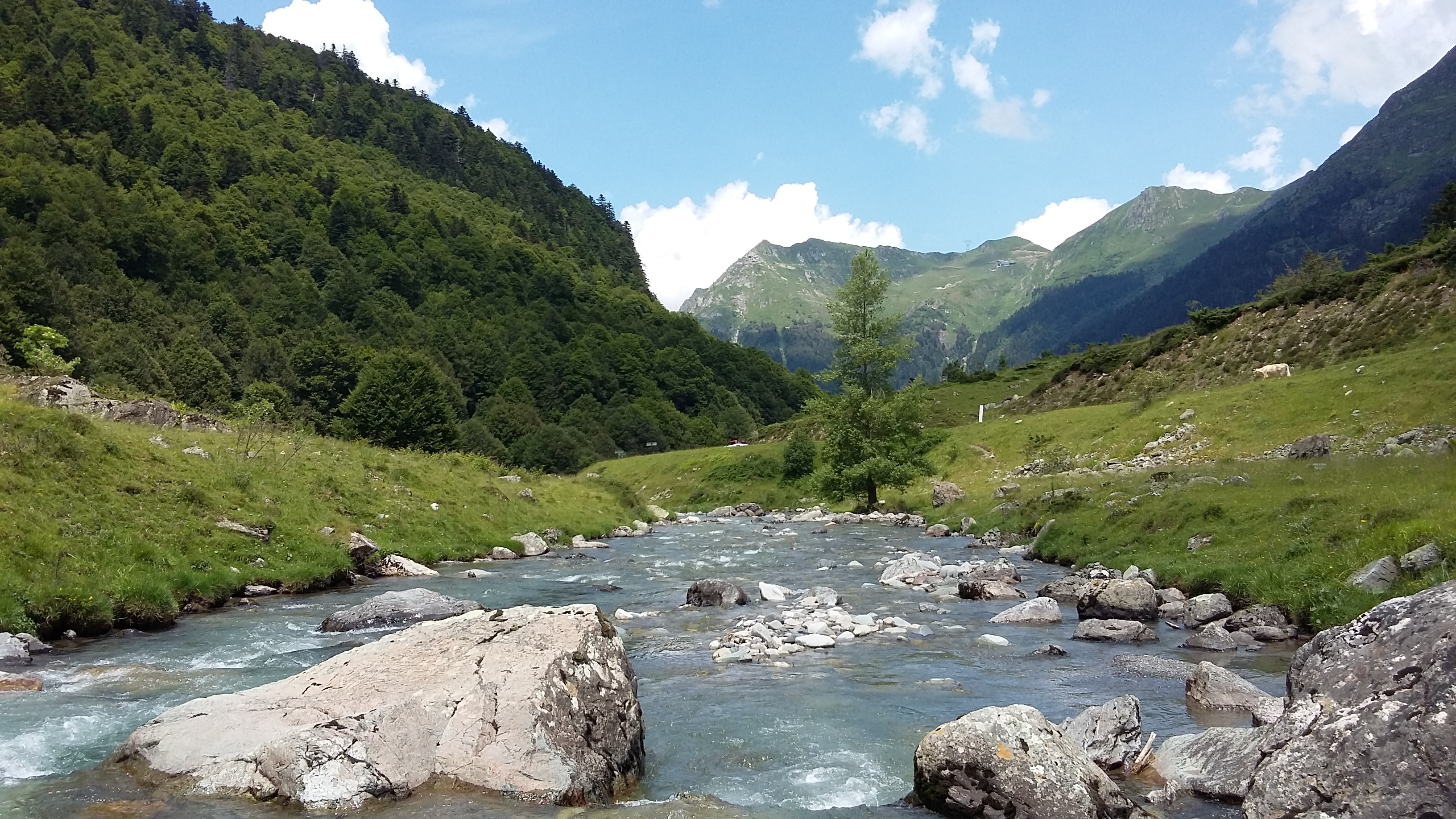
Curso alto del río.
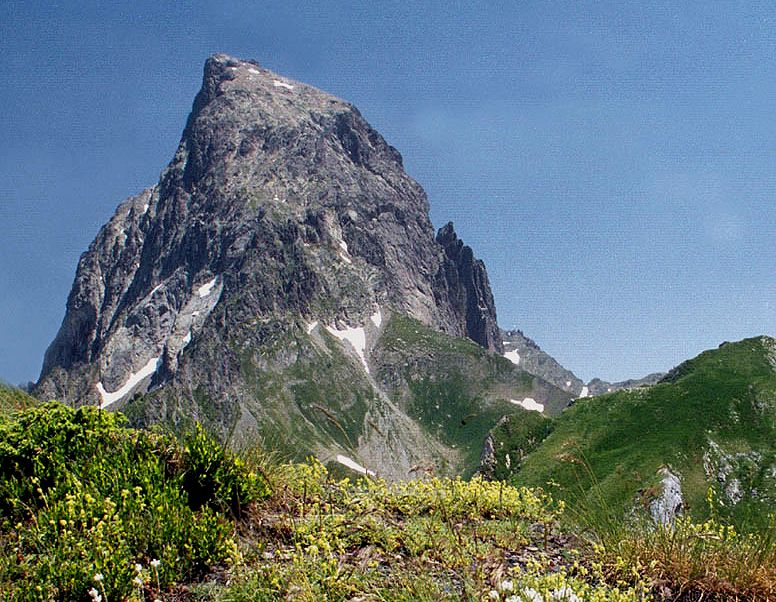
Pico del Midi d'Ossau
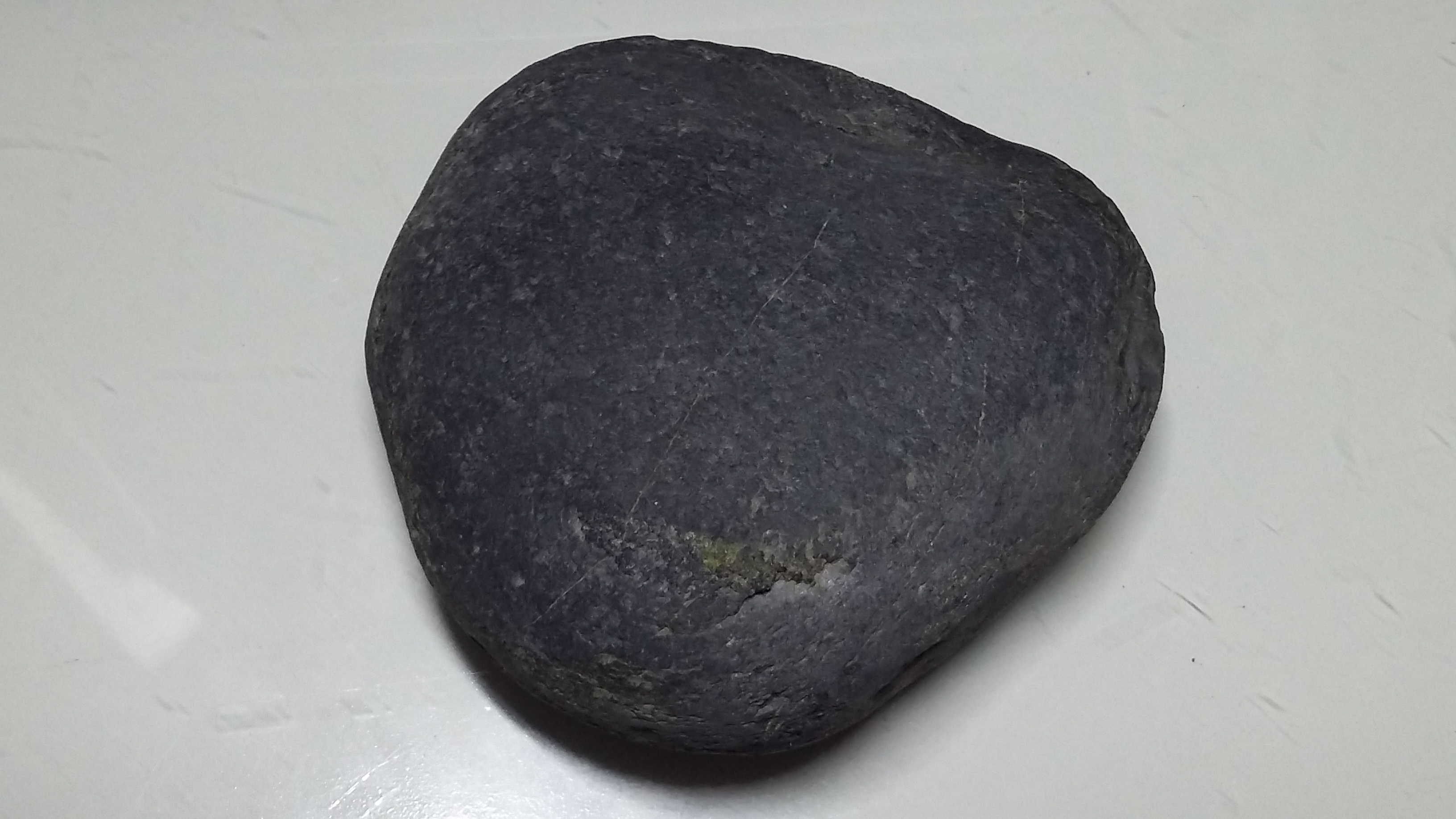
Piedra del río Ossau.